# Отходники в Санкт-Петербурге
Отходники — сезонные работники (преимущественно крестьяне), приходившие на заработки в Санкт-Петербург, из-за чего в народе назывались «питерщиками». Значительную часть заработка отходники отправляли родным в деревню, а скопив денег, возвращались к семье.

## История

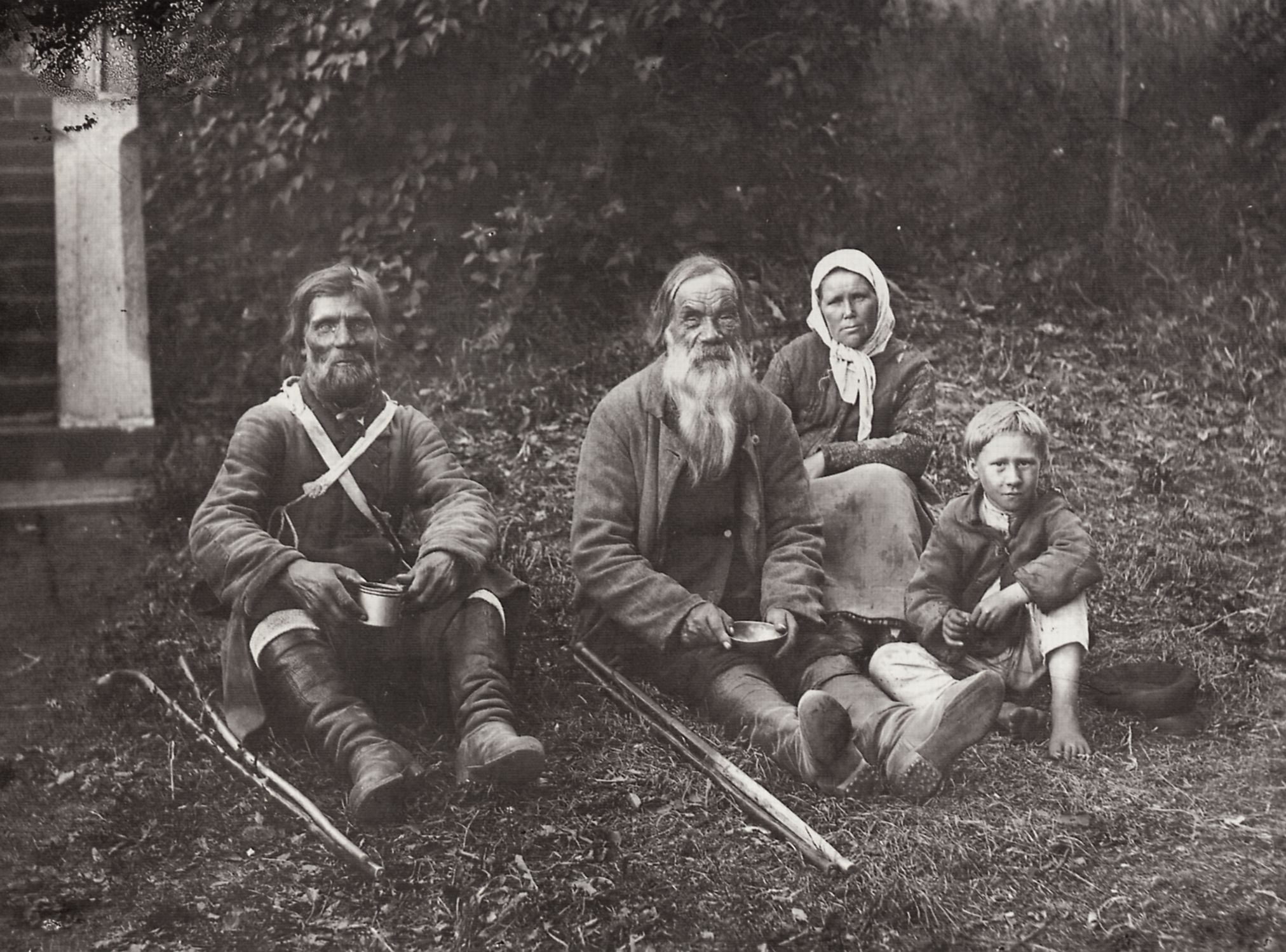
Фото начала XX века

Отходники появились в городе в начале XVIII века, участвовали в его строительстве. Среди них преобладали выходцы из Ярославской, Тверской, Новгородской, Санкт-Петербургской, Псковской губерний.
Отходники имели региональную специализацию, сохранявшуюся до Первой мировой войны 1914—1918 гг. Так, отходники из Ярославской губернии занимались торговлей, строительством, огородничеством, работали в трактирах; отходники из Санкт-Петербургской губернии (большей частью женщины) нанимались в услужение, мужчины летом шли на строительные работы, зимой занимались извозом. С целью облегчения условий существования в чужом городе отходники создавали землячества. С развитием торговли и промышленности число отходников возрастало.
К началу XX века среди отходников преобладали русские, имелись также финны из окрестностей Санкт-Петербурга и Финляндии, эстонцы, латыши, белорусы. В 1920-30-х гг. отходники работали в Ленинграде (главным образом на фабриках и заводах), выполняя работы, не требовавшие квалификации. С завершением коллективизации колхозники лишились возможности заниматься отхожими промыслами, а на смену отходникам пришла практика оргнабора.